# Amanda Crew
Amanda Catherine Crew (ur. 5 czerwca 1986 roku w Langley w Kolumbii Brytyjskiej) – kanadyjska aktorka, laureatka dwóch nagród Leo - za role w serialu Whistler i filmie Sisters & Brothers.

## Życiorys
We wczesnym okresie jej kariery wystąpiła m.in. w horrorze Oszukać przeznaczenie 3 (2006) oraz w serialu 15/Love, w którym występowała w latach 2004–2008. Zagrała m.in. w filmach John Tucker musi odejść (2006), Ona to on (2006), Sekspedycja (2008) oraz w serialu Tajemnice Smallville. Zagrała później w horrorze Udręczeni (2009) oraz  dramacie Charlie St. Cloud (2010). Od 2014 do 2019 występowała w serialu Dolina Krzemowa.